# Баллистические ракеты подводных лодок

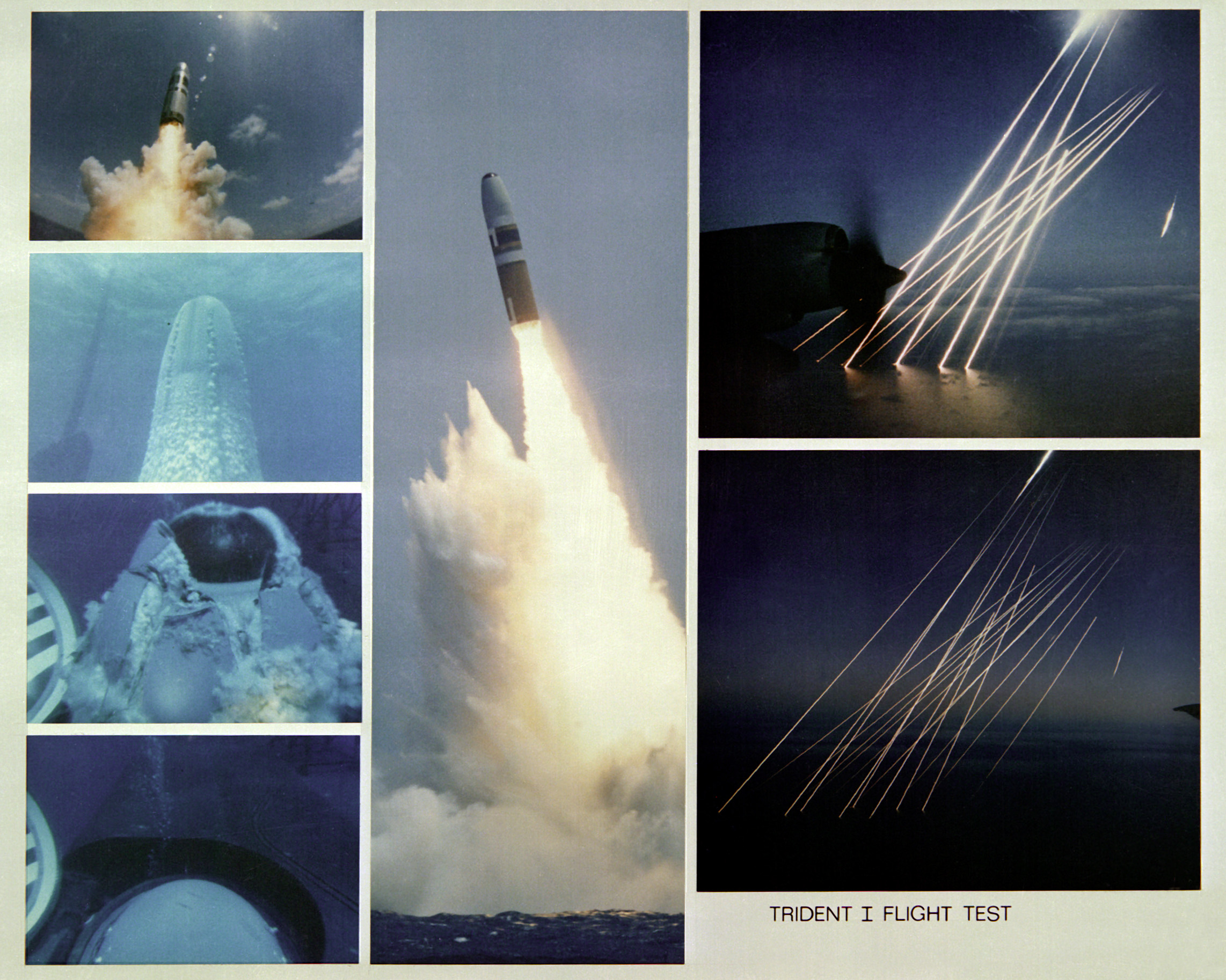
Монтаж запуска БРПЛ «Trident-1» C-4

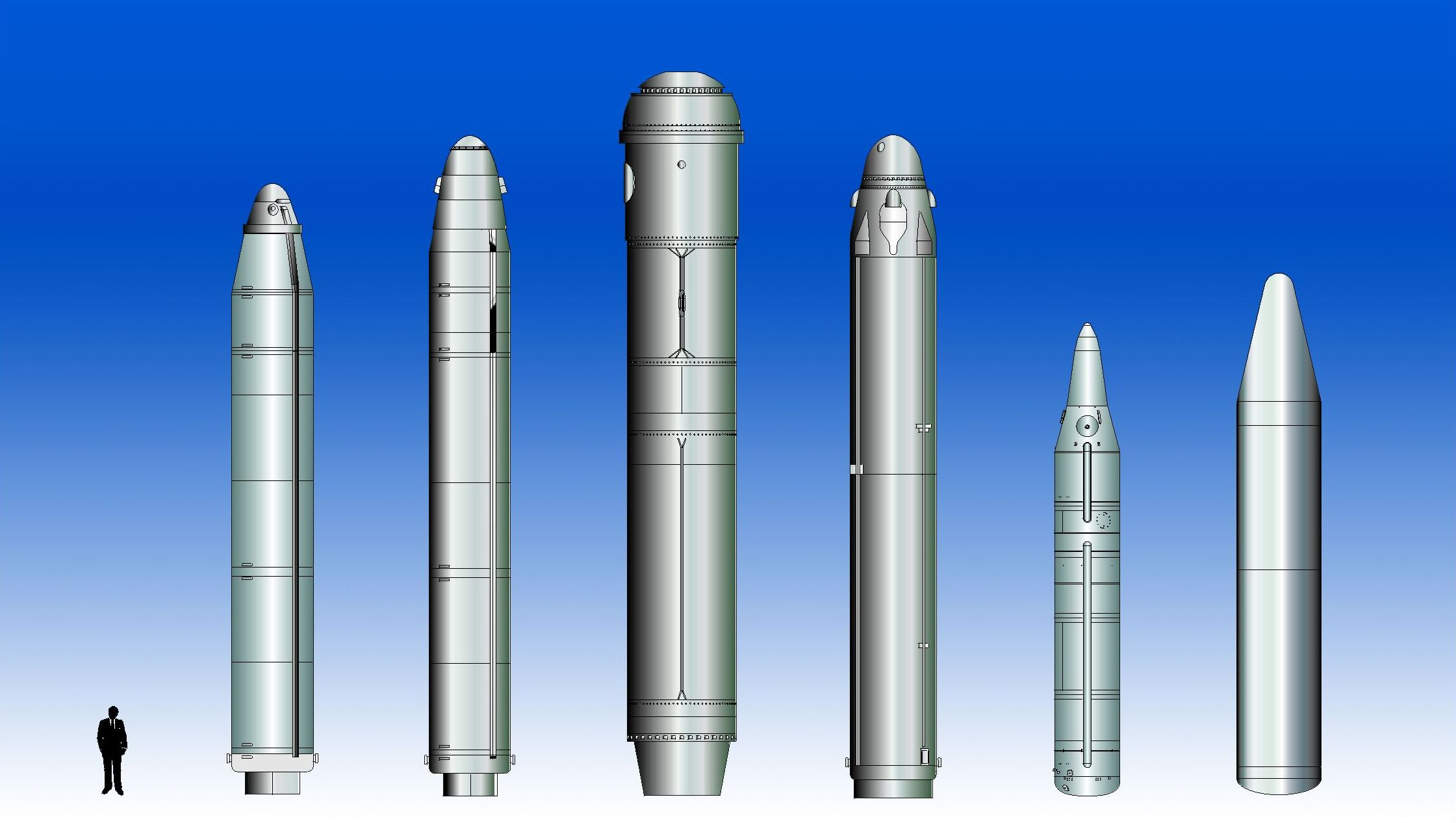
Сравнение российских и китайских БРПЛ (Р-29 (РСМ-40), Р-29Р (РСМ-50), Р-39 (РСМ-52) — SS-N-20 «Sturgeon», Р-29РМ (РСМ-54), Цзюйлан-1, Цзюйлан-2

Баллистические ракеты подводных лодок (БРПЛ) — баллистические ракеты, размещаемые на подводных лодках, которые именуются как ПЛРБ и ПЛАРБ. Практически все БРПЛ оснащаются ядерными боезарядами и составляют Морские Стратегические Ядерные Силы (МСЯС) — одну из составляющих ядерной триады. Практически все реализованные штатные ПЛРБ являются атомными. Первые БРПЛ были малой и средней дальности. Современные БРПЛ обладают межконтинентальной дальностью, оснащаются разделяющимися головными частями с индивидуальным наведением и способны поразить одновременно несколько целей на удалении сотен километров друг от друга.
Существуют также крылатые ракеты, размещаемые на соответствующих подводных лодках (ПЛАРК).

## История создания
С момента создания боевых ракет витала в воздухе идея их запуска с борта подводной лодки. В силу малой дальности ракет их необходимо было запускать вблизи цели. Для стрельбы по прибрежным целям в качестве носителя ракет идеально подходила подводная лодка. С помощью неё можно было скрытно доставить к берегу ракеты и выпустить их по противнику.
Первый удачный старт ракет из-под воды был осуществлён в России 29 августа 1834 года на Неве в 40 верстах выше Санкт-Петербурга. В присутствии Николая I c экспериментальной подводной лодки конструкции К. А. Шильдера запускались 4-дюймовые зажигательные ракеты, уничтожившие несколько учебных целей — парусных шаланд на якорях. Систему запуска ракет разработал подпоручик Санкт-Петербургского ракетного заведения П. П. Ковалевский, он же управлял запуском ракет на испытаниях.
Следующий успешный эксперимент по подводным запускам ракет был выполнен лишь более чем через сто лет в Германии. Согласно мемуарам генерала Вальтер Дорнбергера, летом 1942 года рядом с Грейфсвальдер Ойе проводились эксперименты с запуском пороховых ракет конструкции инженера Э. Штейнхофа с подводной лодки. На палубу было установлено импровизированное стартовое устройство для запуска тяжёлых реактивных снарядов, созданных для многоствольной установки «небельверфер». С глубины от 10 до 15 метров было произведено несколько залпов. Траектории полета ракет были безукоризненными: величина рассеяния уменьшилась, а дальность полета даже увеличилась — начальный (низкоскоростной) участок движения проходил сквозь воду, высокая плотность которой повышала эффективность стабилизаторов реактивного снаряда. Но отдел вооружений военно-морского флота, отвечавший за создание всех видов оружия морского базирования, не одобрил дальнейшую разработку, и работы были прекращены.
С осени 1943 года прорабатывались варианты удара ракетами Фау-2 по территории США. Подводная лодка должна была в течение тридцати дней со средней скоростью 12 узлов буксировать за собой три контейнера весом примерно 500 тонн. Их погружение и всплытие контролировались с подводной лодки. По прибытии к месту старта контейнеры слегка притапливались, и они занимали в воде вертикальное положение. Крышка верхнего люка откидывалась, и А-4, стоя на платформе, которая стабилизировалась гироскопами, заправлялась, подготавливалась к старту и запускалась в полет.
К середине декабря 1944 года была полностью подготовлена программа предварительных экспериментов, появились первые наброски конструкции. Но эвакуация Пенемюнде в первой половине февраля положила конец этому так и не состоявшемуся проекту.
После войны работы были продолжены в СССР и США.
26 января 1954 года вышло совместное постановление ЦК КПСС и Совета Министров СССР «О проведении проектно-экспериментальных работ по вооружению подводных лодок баллистическими ракетами дальнего действия и разработке на базе этих работ технического проекта большой подводной лодки с реактивным вооружением» (тема «Волна»). В результате данной программы была осуществлена разработка ракет Р11-ФМ с пуском ракет с подводной лодки в надводном положении. 16 сентября 1955 года с борта ракетной подводной лодки Б-67 (командир капитан 2-го ранга Козлов Ф. И.) Северного флота был осуществлён первый в мире запуск БРПЛ Р-11ФМ из надводного положения. Реализация данной программы резко повысила возможности СССР по нанесению ядерных ударов по территории Западной Европы и США.
Параллельно эта тематика прорабатывалась и в США. В 1956 году была начата разработка ракеты Поларис с запуском с подводной лодки из подводного положения. А уже в сентябре 1958 года были проведены пуски с борта атомной подводной ракетной лодки «Джордж Вашингтон». Было положено начало подводной гонке вооружений, венцом которой стало появление сравнимых комплексов ПЛАРБ с БРПЛ «Трайдент» в США и «Тайфун» (Д-19/Р-39) в СССР.
Помимо, ядерных сверхдержав СССР и США, в XX веке БРПЛ и ПЛАРБ были разработаны и взяты на вооружение всеми другими т. н. старыми ядерными державами — Великобританией с 1967 года (все БРПЛ — американской разработки), Францией с 1971 года, КНР с 1982 года. В XXI веке такие комплексы появились у некоторых т. н. молодых ядерных держав — Индия с 2008 года и КНДР с 2016 года.

## Конструктивные особенности БРПЛ
БРПЛ возможно запускать как с подводного положения, так и с надводного.
Чаще всего у них отсутствуют обтекатели или они присутствуют в очень уменьшенном размере.
Часто используется закруглённый носок головной части, при условии запуска с подводного положения.
На корпусе присутствует специальные приспособления - бугеля - являются направляющими и необходимы для ровного/прямого выхода БРПЛ из шахты подводной лодки при запуске.

## История развития БРПЛ отдельных стран

### Баллистические ракеты подводных лодок СССР и РФ

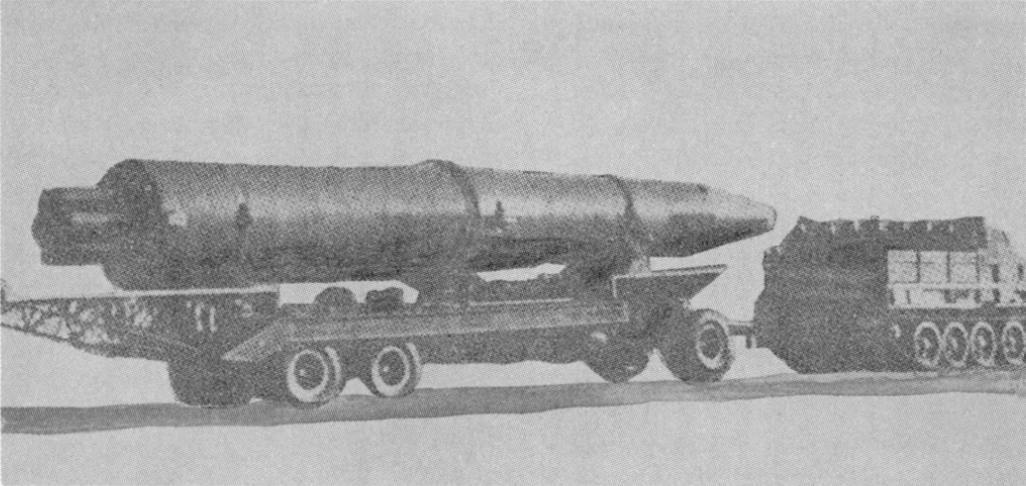
Ранняя советская трёхступенчатая твердотопливная БРПЛ, предназначенная для запуска с ВПУ погруженных подлодок и надводных кораблей, на колёсной транспортной платформе во время военного парада 23 февраля 1963 года

БРПЛ имеют широкий диапазон дальностей: от 150 км (ракета Р-11ФМ в составе комплекса Д-1, 1959) до 9100 км (ракета Р-29РМ в составе комплекса Д-9РМ, 1986). Ранние версии БРПЛ запускались из надводного положения и требовали длительной процедуры подготовки к пуску, что повышало уязвимость подводных лодок, вооружённых такими ракетами.
В дальнейшем, с развитием технологии, был освоен пуск из подводного положения: «мокрый» — с предварительным затоплением шахты и «сухой» — без него. Первой советской ракетой с подводным стартом стала Р-21, принятая на вооружение в 1963 году.
Большинство БРПЛ, разработанных в СССР, использовали жидкое ракетное топливо. Такие ракеты были хорошо отработаны и имели отличные характеристики (Р-29РМ обладает наивысшим энергомассовым совершенством среди всех баллистических ракет мира), но у них есть несколько существенных недостатков, в первую очередь связанных с безопасностью эксплуатации. Топливом в таких ракетах является азотный тетраоксид в качестве окислителя и несимметричный диметилгидразин в качестве горючего. Оба компонента в высшей степени летучи, едки и токсичны. И хотя на ракетах применяется ампулизированная заправка, когда ракета поступает с завода-изготовителя уже заправленной, возможная разгерметизация топливных баков является одной из самых серьёзных угроз при их эксплуатации. Также велика вероятность инцидентов при выгрузке и транспортировке жидкотопливных БРПЛ для последующей утилизации. Поэтому начиная с 1960-х в СССР проводились работы по разработке твердотопливных БРПЛ. Однако, при имеющемся традиционном лидерстве СССР в разработке жидкостных ракет и отставании от США в разработке твердотопливных, на тот момент создать комплекс с приемлемыми характеристиками не удалось. Первая советская двухступенчатая БРПЛ на твёрдом топливе Р-31 в составе комплекса Д-11 поступила в опытную эксплуатацию лишь в 1980 г. Носителем двенадцати таких ракет стал единственный РПКСН К-140, получивший проектный индекс 667АМ («Yankee-II», или «Навага-М»).
Новая ракета Р-31 при стартовой массе 26,84 т, близкой к уже стоявшей к тому времени на вооружении жидкотопливной Р-29 (33,3 т), имела вдвое меньшую дальность (4200 км против 7800 км), вдвое меньший забрасываемый вес и низкую точность (КВО 1,4 км). Поэтому было решено в серийное производство комплекс Д-11 не запускать, и в 1989 он был снят с вооружения. Всего было выпущено 36 серийных ракет Р-31, из них 20 были израсходованы в процессе испытаний и практических стрельб. В середине 1990 года министерство обороны приняло решение об утилизации всех имеющихся ракет этого типа методом отстрела. С 17 сентября по 1 декабря 1990 все ракеты были успешно запущены, после чего 17 декабря 1990 лодка К-140 отправилась в Северодвинск для разделки на металл.
Следующая советская твердотопливная ракета — трехступенчатая Р-39 для комплекса «Тайфун» — получилась очень большой (длина 16 м и диаметр 2,5 м). Для размещения комплекса Д-19 «Тайфун» в составе двадцати ракет Р-39 была разработана подводная лодка проекта 941 «Акула» (обозначение НАТО «Typhoon») особой компоновки. Этот самый большой подводный корабль в мире имел длину 172 м, ширину 23 м и подводное водоизмещение почти 40 000 м³. Первая подлодка этого класса вошла в состав Северного флота 12 декабря 1981. После ряда неудачных пусков, доводки ракеты и пробной эксплуатации на головном «Тайфуне» в 1984 комплекс Д-19 был принят на вооружение. Однако и эта ракета уступала по характеристикам американскому комплексу «Трайдент». Помимо размеров (длина 16 м против 10,2 м, диаметр 2,5 м против 1,8 м, вес со стартовой системой 90 т. против 33,1 т.) Р-39 обладала и меньшей дальностью — 8 300 км против 11 000 и точностью — КВО 500 м против 100 м. Поэтому уже с середины 1980-х была начата работа над новой твердотопливной БРПЛ для «Тайфунов» — ракетой «Барк».
Практически все БРПЛ для подводных лодок ВМФ СССР и России были созданы в Конструкторском бюро машиностроения (КБМ, в настоящее время — Государственный ракетный центр, КБ имени академика В. П. Макеева). Исключение составляют твердотопливные Р-31, разработанная КБ завода им. Фрунзе (ныне КБ «Арсенал») в Ленинграде и разрабатываемая в настоящее время Московским институтом теплотехники «Булава», призванная на замену ракете «Барк», работы над которой были прекращены.
Первая советская БРПЛ была создана под руководством С. П. Королёва, затем по его предложению работы над их созданием возглавил В. П. Макеев. Огромный вклад в конструирование и развитие БРПЛ внесли Н. Н. Исанин, Н. А. Пилюгин, В. П. Финогеев, В. П. Арефьев, А. М. Исаев, Н. А. Семихатов, В. Л. Клейман, Г. С. Перегудов, Г. М. Табаков и многие другие.
Полная коллекция советских и российских баллистических ракет для подводных лодок находится Челябинске, в Учебном центре ракетно-космической техники ЮУрГУ.

### Баллистические ракеты подводных лодок США

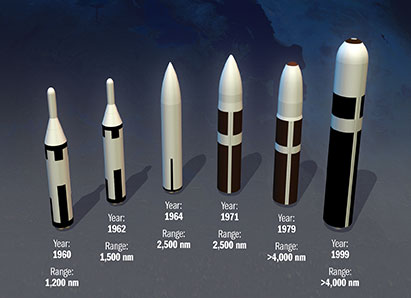
Эволюция БРПЛ США: ракеты «Поларис» A1, A2, A3, «Посейдон», «Трайденты» C-4 и D-5

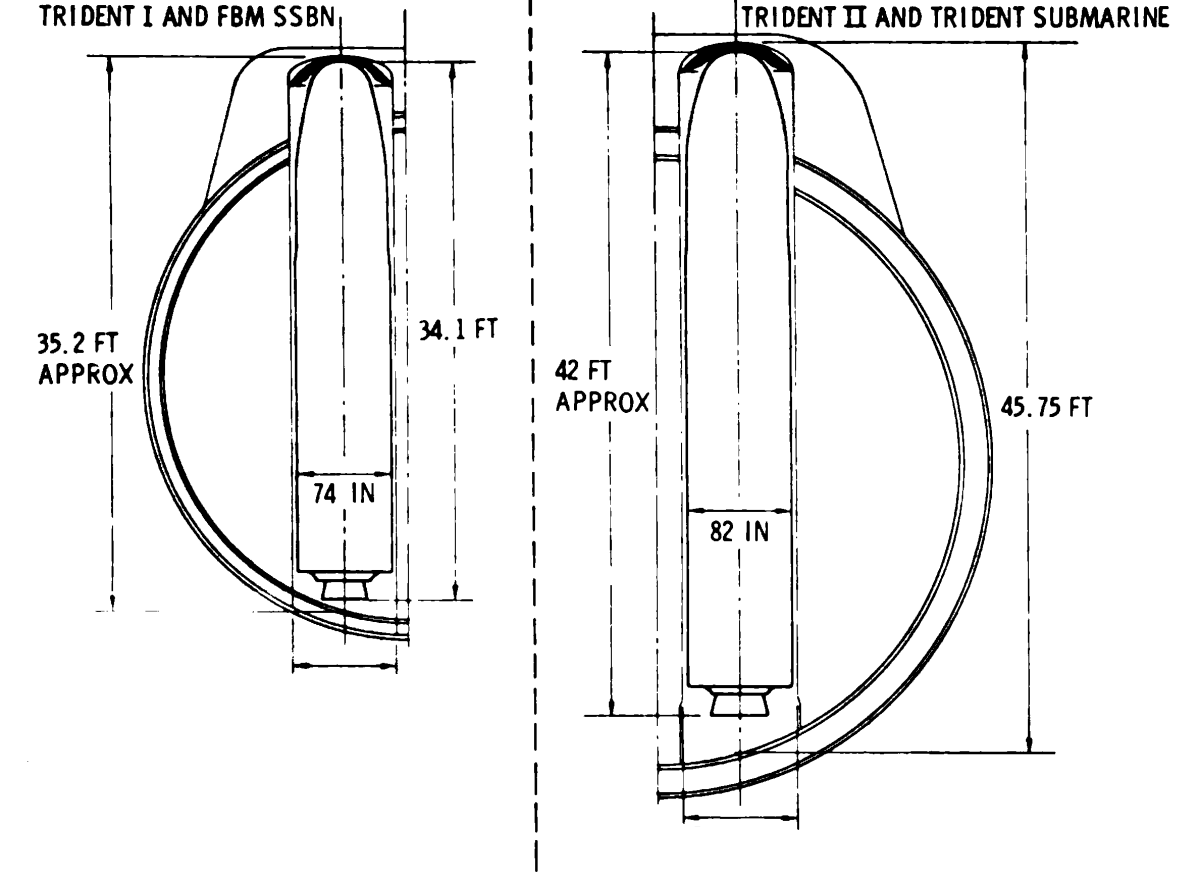
Сравнение габаритов ракет C-4 и D-5 и диаметров прочного корпуса их носителей

Строительство БРПЛ в США шло поэтапно и эволюционировало от ракет средней дальности программы «Поларис», с 1970 года их начали сменять ракеты «Посейдон», дальность полёта которых возросла втрое по сравнению с «Поларисом», до 4500 км. К 1980 году по программе «Трайдент» были спроектированы ракеты UGM-96A Трайдент I С-4, компромиссные характеристики которых были вызваны совместимостью с «Посейдонами» и позволили перевооружить их многочисленные носители, увеличив дальность стрельбы до 8000 км. Полностью потенциал ракет «Трайдент» раскрылся в модели UGM-133A Трайдент II (D5), которыми вооружили ПЛАРБ типа «Огайо». По состоянию на 2019 год четырнадцать кораблей этого проекта составляют морскую составляющую стратегических ядерных сил США, и более того — подводные лодки типа «Колумбия», которые заменят «Огайо» и планируются к службе до 2080-х годов, также планируется вооружать «Трайдентами» D-5, по крайней мере на начальном этапе. Эти твердотопливные ракеты имеют великолепную дальность стрельбы в 11 300 км, сравниться с которой могут лишь самые совершенные советские/российские ракеты на жидком топливе, более капризные и опасные в эксплуатации.

### Баллистические ракеты подводных лодок Великобритании

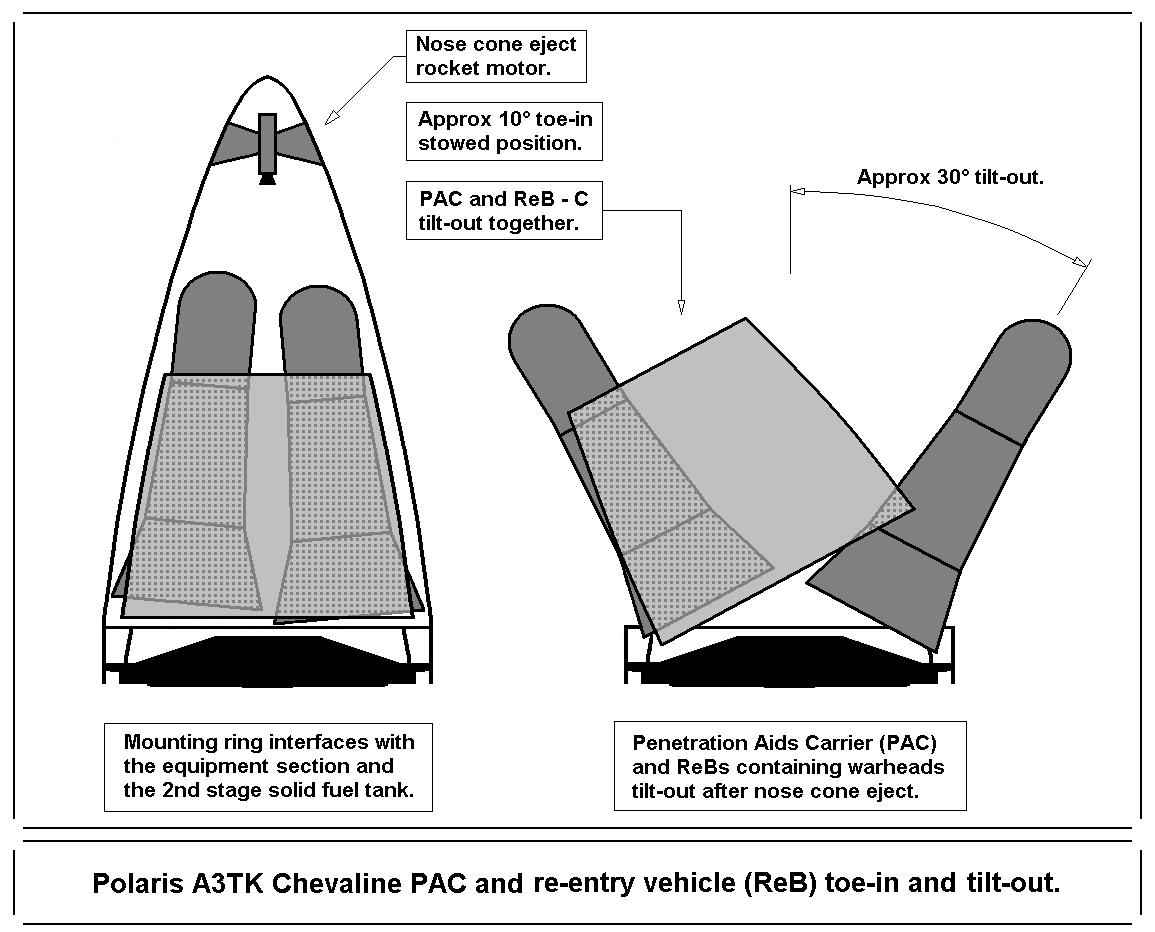
Схема боеголовки британской Polaris A3TK комплекса «Chevaline»

Великобритания на ПЛАРБ собственной разработки типа «Резолюшн» (с 1967 года) и типа «Вэнгард» (с 1993 года) устанавливала американские ракеты Поларис A3 (средней дальности, с 1968 года). Для преодоления противоракетной обороны «Поларисы» модернизировались по программе «Чевэлин».
С 1995 года на вооружении ПЛАРБ ВМС Великобритании стоят американские БРПЛ типа Трайдент II D-5 с произведёнными в Великобритании боеголовками собственной конструкции.

### Баллистические ракеты подводных лодок Франции

Французские БРПЛ M45 и M51 в корпусе ПЛАРБ

Особенностью стратегических подводных ядерных сил Франции является не только полная самостоятельная их разработка, что является большим достижением и ставит страну в один ряд с такими гигантами того времени, как СССР и США, но и изначальный приоритет программы строительства атомных подводных лодок с баллистическими ракетами, а не многоцелевых АПЛ, как у всех остальных держав.
В результате, Франция владеет комплексами полностью национальной разработки: ПЛАРБ типа «Редутабль» (с 1971 года) с БРПЛ средней дальности М1 (с 1971 года), M2 (с 1974 года), M20 (с 1976 года), M4 (с 1980 года).
С 1997 года и по настоящее время (по состоянию на 2019 год) на вооружении ВМС Франции находится комплекс из четырёх ПЛАРБ типа «Триумфан», изначально вооружённых межконтинентальными БРПЛ М4, а впоследствии, в ходе средних ремонтов, перевооружённых на более совершенные ракеты М45 (с 1996 года) и M51 (с 2006 года).

### Баллистические ракеты подводных лодок КНР
В Китае разработаны и используются БРПЛ Цзюйлан-1 средней дальности (с 1982 года) на единственной ПЛАРБ проекта типа «Ся» (с 1981 года) и межконтинентальные БРПЛ Цзюйлан-2 (с 2001 года) на серийных ПЛАРБ типа «Цзинь» (с 2004 года).

### Баллистические ракеты подводных лодок Индии
В Индии разработаны БРПЛ малой (K-15 Sagarika, 2008 год), средней (K-4, 2014 год) и межконтинентальной (K-5/Agni-VI, 2018 год) дальности для установки на ПЛАРБ типа «Арихант», морские испытания первой из которых проводятся в 2015 году.

## Сравнительные характеристики
| ТТХ                                 | Р-29РМ                                      | Синева                                      | Р-39         | Булава                                               | Трайдент I       | Трайдент II      | M51      | M51.2    | Цзюйлан-2           | Цзюйлан-3           |
| ----------------------------------- | ------------------------------------------- | ------------------------------------------- | ------------ | ---------------------------------------------------- | ---------------- | ---------------- | -------- | -------- | ------------------- | ------------------- |
| Разработчик (головное учреждение)   | ГРЦ                                         | ГРЦ                                         | ГРЦ          | МИТ                                                  | Lockheed Martin  | Lockheed Martin  | EADS     | EADS     | Хуан Вэйлу (黄纬禄) | Хуан Вэйлу (黄纬禄) |
| Год принятия на вооружение          | 1986                                        | 2007                                        | 1984         | 2012                                                 | 1979             | 1990             | 2010     | 2010     | 2009                | —                   |
| Максимальная дальность стрельбы, км | 8300                                        | 11 500                                      | 8250         | 9300                                                 | 7400             | 11 300           | 9000     | 10 000   | 8000                | 9000                |
| Забрасываемый вес, кг               | 2800                                        | 2800                                        | 2550         | 1150                                                 | 1500             | 2800             | —        | —        | 700                 | —                   |
| Мощность боевых блоков, кт          | 4×200, 10×100                               | 4×500, 10×100                               | 10×200       | 6×150                                                | 6×100            | 8×475, 12×100    | 6—10×150 | 6—10×100 | 1×1000, 1×250, 4×90 | —                   |
| КВО, м                              | 550                                         | 250                                         | 500          | 120…350                                              | 380              | 90…500           | 150…200  | 150…200  | 500                 | —                   |
| Противодействие ПРО                 | Настильная траектория, РГЧ ИН, средства РЭБ | Настильная траектория, РГЧ ИН, средства РЭБ | РГЧ ИН       | Сокращённый активный участок, настильная траектория, | РГЧ ИН           | РГЧ ИН           | РГЧ ИН   | РГЧ ИН   | РГЧ ИН              | РГЧ ИН              |
| Стартовая масса, т                  | 40,3                                        | 40,3                                        | 90,0         | 36,8                                                 | 32,3             | 59,1             | 52,0     | 56,0     | 20,0                | —                   |
| Длина, м                            | 14,8                                        | 14,8                                        | 16,0         | 11,5                                                 | 10,3             | 13,5             | 12,0     | 12,0     | 11,0                | —                   |
| Диаметр, м                          | 01,9                                        | 01,9                                        | 02,4         | 02,0                                                 | 01,8             | 02,1             | 02,3     | 02,3     | 02,0                | —                   |
| Тип старта                          | Мокрый (заполнение водой)                   | Мокрый (заполнение водой)                   | Сухой (АРСС) | Сухой (ТПК)                                          | Сухой (мембрана) | Сухой (мембрана) |          |          |                     | —                   |

Примечание: баллистическая ракета Р-39 уступала лишь самой совершенной американской БРПЛ Trident II D5, принятой на вооружение в 1990 году. По сравнению же с Trident I С4 ,поступавшей на вооружение ВМС США одновременно с поставками Р-39 в ВМФ СССР, советская ракета имела большую дальность (8300 км против 7400), большее число боевых блоков (10 против 8), большую устойчивость к поражающим факторам ядерного взрыва. Мощность боеголовок советской и американской ракет была одинаковой — по 100 кт. Отставала советская ракета по точности — 500 м КВО против 300 у американской, но зато имела комплекс средств прорыва ПРО, что увеличивало вероятность поражения целей на территории вероятного противника.

## Типы БРПЛ
Типы баллистических ракет подводных лодок (текущие, прошлых лет и разрабатываемые)
| Страна разработчик              | БРПЛ                                                   | ступеней × тип | год  | масса, кг | габариты (В × Д), м | дальность, км | забрасываемый вес, кг | тип и мощность ГЧ (дальность)                                                                  |
| ------------------------------- | ------------------------------------------------------ | -------------- | ---- | --------- | ------------------- | ------------- | --------------------- | ---------------------------------------------------------------------------------------------- |
| СССР                            | Р-11ФМ SS-1b «Scud»                                    | 1 Х ЖРД        | 1959 | 5400      | 10,4 × 0,58         | 150           | 975                   | - моноблочная 10 кт                                                                            |
| СССР                            | Р-13 — SS-N-4 «Sark»                                   | 1 × ЖРД        | 1961 | 13700     | 11,8 × 1,3          | 650           | 1597                  | - моноблочная 1 Мт                                                                             |
| СССР                            | Р-21 — SS-N-5 «Serb»                                   | 1 × ЖРД        | 1963 | 19650     | 14,2 × 1,3          | 1420          | 1179                  | - моноблочная 800 кт                                                                           |
| СССР                            | Р-27 (РСМ-25) — SS-N-6 Mod 1 «Serb»                    | 1 × ЖРД        | 1968 | 14200     | 8,89 × 1,5          | 2400          | 650                   | - моноблочная 1 Мт                                                                             |
| СССР                            | Р-27У (РСМ-25) — SS-N-6 Mod 2 «Serb»                   | 1 × ЖРД        | 1973 | 14200     | 8,89 × 1,5          | 3000          | 650                   | - моноблочная 800 кт?                                                                          |
| СССР                            | Р-27У (РСМ-25) — SS-N-6 Mod 3 «Serb»                   | 1 × ЖРД        | 1974 | 14200     | 9,65? × 1,5         | 3000          | 650                   | - РГЧ РТ 3(200 кт)                                                                             |
| СССР/РФ                         | Р-29 (РСМ-40) — SS-N-8 Mod 1 «Sawfly»                  | 2 × ЖРД        | 1973 | 33300     | 13 × 1,8            | 7800          | 1100                  | - моноблочная 1 Мт                                                                             |
| СССР/РФ                         | Р-29Д (РСМ-40) — SS-N-8 Mod 2 «Sawfly»                 | 2 × ЖРД        | 1974 | 33300     | 13 × 1,8            | 9100          | 1100                  | - моноблочная 800 кт                                                                           |
| СССР                            | Р-31 (РСМ-45) — SS-N-17 «Snipe»                        | 2 × РДТТ       | 1980 | 26900     | 10,6 × 1,54         | 3900          | 450                   | - моноблочная 500 кт                                                                           |
| СССР/РФ                         | Р-29Р (РСМ-50) — SS-N-18 Mod 1 «Stingray»              | 2 × ЖРД        | 1977 | 35300     | 14,1 × 1,8          | 6500          | 1600                  | - РГЧ ИН 3(200кт)                                                                              |
| СССР/РФ                         | Р-29РЛ (РСМ-50) — SS-N-18 Mod 2 «Stingray»             | 2 × ЖРД        | 1978 | 35300     | 14,1 × 1,8          | 8000          | 1600                  | - моноблочная 450 кт                                                                           |
| СССР/РФ                         | Р-29РЛ (РСМ-50) — SS-N-18 Mod 3 «Stingray»             | 2 × ЖРД        | 1979 | 35300     | 14,1 × 1,8          | 6500          | 1600                  | - РГЧ ИН 7(100 кт)                                                                             |
| СССР/РФ                         | Р-39 (РСМ-52) — SS-N-20 «Sturgeon»                     | 3 × РДТТ       | 1983 | 90000     | 16,0 × 2,4          | 8300          | 2550                  | - РГЧ ИН 10(100 кт)                                                                            |
| СССР/РФ                         | Р-29РМ (РСМ-54) — SS-N-23 «Skiff»                      | 3 × ЖРД        | 1986 | 40300     | 14,8 × 1,9          | 8300          | 2300                  | - РГЧ ИН 4(100 кт?) - РГЧ ИН 10(100 кт)                                                        |
| РФ                              | Р-29РМУ2 «Синева»/«Лайнер» (РСМ-54У) — SS-N-23 «Skiff» | 3 × ЖРД        | 2007 | 40800     | 14,8 × 1,9          | 8300          | 2800                  | - РГЧ ИН 4(200 кт?) - РГЧ ИН 10(100 кт)                                                        |
| РФ                              | «Булава»-М/30/45 (РСМ-54У) — SS-N-23 «Skiff»           | 3 × РДТТ       | 2012 | 36800     | 11,5 × 2,0          | 9300          | 1150                  | - РГЧ ИН 6(150 кт)                                                                             |
| США                             | UGM-27A «Polaris A-1»                                  | 2 × РДТТ       | 1960 | 12700     | 8,53 × 1,37         | 2200          | 350?                  | - моноблочная W-47 mod.1/Mk1A(600 кт)                                                          |
| США                             | UGM-27B «Polaris-A2»                                   | 2 × РДТТ       | 1962 | 13600     | 9,45 × 1,37         | 2800          | 500                   | - моноблочная W-47 mod.2/Mk1B (600 кт) - моноблочная W-47 mod.3/Mk1B? (800 кт)                 |
| США экспл. также Великобритания | UGM-27C «Polaris A-3»                                  | 2 × РДТТ       | 1964 | 16200     | 9,86 × 1,37         | 4630          | 760                   | - РГЧ РТ 3 W-58/Mk2(200 кт)                                                                    |
| США                             | UGM-73A «Poseidon-C3»                                  | 2 × РДТТ       | 1970 | 29485     | 10,36 × 1,88        | 5600          | 2000                  | - РГЧ ИН 10 W-68/Mk3(50 кт) — дальность 4600 км - РГЧ ИН 6 W-68/Mk3(50 кт) — дальность 5600 км |
| США                             | UGM-96A «Trident-1» C-4                                | 3 × РДТТ       | 1979 | 32000     | 10,36 × 1,88        | 7400          | 1360                  | - РГЧ ИН 8 W76/Mk4(100 кт)                                                                     |
| США экспл. также Великобритания | UGM-133A «Trident-2» D-5                               | 3 × РДТТ       | 1990 | 57500     | 13,42 × 2,11        | 11000         | 2880                  | - РГЧ ИН 8 W-88/Mk5(475 кт) — дальность 8400 км - РГЧ ИН 14 W-76/Mk4(100 кт)                   |
| Франция                         | M1                                                     | 2 × РДТТ       | 1971 | 20000     | 10,7 × 1,5          | 3000          | 1360                  | - моноблочная 500 кт                                                                           |
| Франция                         | M2                                                     | 2 × РДТТ       | 1974 | 19500     | 10,7 × 1,5          | 3200          | 1360                  | - моноблочная 500 кт                                                                           |
| Франция                         | M20                                                    | 2 × РДТТ       | 1976 | 19950     | 10,4 × 1,5          | 3200          | 1000                  | - моноблочная 1200 кт                                                                          |
| Франция                         | M4                                                     | 3 × РДТТ       | 1985 | 35000     | 11,1 × 1,9          | 4000          | ?                     | - РГЧ ИН 6(150 кт)                                                                             |
| Франция                         | M45                                                    | 3 × РДТТ       | 1996 | 35000     | 11,1 × 1,9          | 6000          | ?                     | - РГЧ ИН 6(100 кт)                                                                             |
| Франция                         | M51                                                    | 2 × РДТТ       | 2010 | 52000     | 12,0 × 2,3          | 9000          | ?                     | - РГЧ ИН 6(100 кт)                                                                             |
| КНР                             | Цзюйлан-1                                              | 2 × РДТТ       | 1986 | 14700     | 10,7 × 1,4          | 2500          | 600                   | - моноблочная (030 кт)                                                                         |
| КНР                             | Цзюйлан-2                                              | 2 × РДТТ       | 2004 | 23000     | 13,0 × 2,0          | 8000          | 700                   | - РГЧ ИН 4(250 кт)                                                                             |

Примечание: РГЧ РТ — разделяющаяся головная часть с блоками рассеивающего типа; РГЧ ИН — разделяющаяся головная часть с блоками индивидуального наведения

## Подводные лодки с баллистическими ракетами
| Страна-разработчик | Тип ПЛ                         | Год        | Количество | Водоизмещение н/п, т | Длина/ширина/осадка, м | Тип энергетической установки, л.с. | Скорость надводная/подводная, узлов | Комплекс / БРПЛ                                                                                    |
| ------------------ | ------------------------------ | ---------- | ---------- | -------------------- | ---------------------- | ---------------------------------- | ----------------------------------- | -------------------------------------------------------------------------------------------------- |
| СССР               | проект 611АВ                   | 1955       | 6          | 1830/2600            | 90,5/7,5/5             | ДЭУ 4000 ЭД 5400                   | 17/15                               | 2 ПУ Р-11ФМ                                                                                        |
| СССР               | проект 629(629А)               | 1959(1963) | 23(14)     | 2820/3553            | 98,9/8,2/7,5           | ДЭУ 6000 ЭД 5600                   | 15,5/12,5                           | комплекс Д2 — 3 ПУ Р-13 комплекс Д4 — 3 ПУ Р-21                                                    |
| СССР               | проект 658(658М)               | 1960(1963) | 8(6)       | 4030/5300            | 114,0/9,2/7,5          | АЭУ 35000                          | 15/26                               | комплекс Д4 — 3 ПУ Р-21 комплекс Д5 — 3 ПУ Р-27                                                    |
| СССР/ · Россия     | проект 667А — тип «Навага»     | 1967       | 34         | 7766/11500           | 128,0/11,7/7,9         | АЭУ 40000                          | 15/27                               | комплекс Д5 — 16 ПУ Р-27 пр.667У — комплекс Д5У — 16 ПУ Р-27У пр.667АМ — комплекс Д11 — 16 ПУ Р-31 |
| СССР/ · Россия     | проект 667Б — тип «Мурена»     | 1972       | 18         | 8900/13700           | 139,0/11,7/8,4         | АЭУ 40000                          | 16/26                               | комплекс Д9 — 12 ПУ Р-29                                                                           |
| СССР/ · Россия     | проект 667БД — тип «Мурена-М»  | 1975       | 4          | 10500/15750          | 155,0/11,7/8,6         | АЭУ 40000                          | 15/25                               | комплекс Д9Д — 16 ПУ Р-29Д                                                                         |
| СССР/ · Россия     | проект 667БДР — тип «Кальмар»  | 1976       | 14         | 10600/16000          | 155,0/11,7/8,7         | АЭУ 40000                          | 14/24                               | комплекс Д9Р — 16 ПУ Р-29Р                                                                         |
| СССР/ · Россия     | проект 667БДРМ — тип «Дельфин» | 1984       | 7          | 11740/18200          | 167,0/11,7/8,8         | АЭУ 40000                          | 14/24                               | комплекс Д9РМ — 16 ПУ Р-29РМ                                                                       |
| СССР/ · Россия     | проект 941 — тип «Акула»       | 1981       | 6          | 23200/48000          | 172,0/23,3/11,0        | АЭУ 100000                         | 12/25                               | комплекс Д19 — 20 ПУ Р-39 или Р-30 «Булава»                                                        |
| Россия             | проект 955(955А) — тип «Борей» | 2013       | 3(5)       | 14720?/24000         | 170,0?/13,5/10         | АЭУ 50000?                         | 15?/29?                             | комплекс Д30 — 16 ПУ Р-30 «Булава»                                                                 |
| США                | класс «Джордж Вашингтон»       | 1959       | 5          | 5959/6709            | 116,3/9,9/6,7          | АЭУ 15000                          | 20/25                               | 16 ПУ Поларис А1 16 ПУ Поларис А3                                                                  |
| США                | класс «Этэн Аллен»             | 1961       | 5          | ?/7900               | 125,1/9,9/6,7          | АЭУ 15000                          | 20/25                               | 16 ПУ Поларис А2 16 ПУ Поларис А3                                                                  |
| США                | класс «Лафайет»                | 1963       | 9          | 7250/8250            | 129,6/10,0/9,6         | АЭУ 15000                          | 20/25                               | 16 ПУ Поларис А2 16 ПУ Поларис А3                                                                  |
| США                | класс «Джеймс Мэдисон»         | 1964       | 10         | 7250/8250            | 129,6/10,06/9,6        | АЭУ 15000                          | 20/25                               | 16 ПУ Поларис А3 16 ПУ Посейдон С3 16 ПУ Трайдент I С-4                                            |
| США                | класс «Бенджамин Франклин»     | 1965       | 12         | 7250/8250            | 129,6/10,06/9,6        | АЭУ 15000                          | 20/25                               | 16 ПУ Поларис А3 16 ПУ Посейдон С3 16 ПУ Трайдент I С-4                                            |
| США                | класс «Огайо»                  | 1976       | 18         | 16746/18750          | 170,7/12,8/11,1        | АЭУ 70000                          | 17/25                               | 24 ПУ Трайдент I С-4 (первые 8 лодок) 24 ПУ Трайдент II D-5                                        |
| Великобритания     | класс «Резолюшн»               | 1967       | 4          | 7500/8400            | 130/10/9,2             | АЭУ 25000                          | 20/25                               | 16 ПУ Поларис A3                                                                                   |
| Великобритания     | класс «Вэнгард»                | 1993       | 4          | ?/15900              | 149,9/12,8/12          | АЭУ 41500                          | 20/25                               | 16 ПУ Трайдент II D-5                                                                              |
| Франция            | класс «Редутабль»              | 1971       | 6          | 8087/8913            | 128,7/10,6/10          | АЭУ 16000                          | ?/25                                | 16 ПУ М1, M2, M20 или M4                                                                           |
| Франция            | класс «Триумфан»               | 1997       | 4          | 12640/14335          | 138/12,5/10,6          | АЭУ 15000 2 турбины 27500          | ?/25                                | 16 ПУ М45 16 ПУ М51                                                                                |
| Китай              | тип 092 «Ся»                   | 1981       | 1          | 6500/8000            | 120/10/8               | АЭУ 78000 2 турбины 24000          | 12/22                               | 12 ПУ Цзюйлан-1                                                                                    |
| Китай              | 094 «Цзинь»                    | 2004       | 6          | 9000/11500           | 140/13/?               | АЭУ 120000                         | ?/26                                | 12 ПУ Цзюйлан-2                                                                                    |
| Индия              | «Арихант»                      | 2015       | 1(6)       | 6000/?               | 112/11/10              | АЭУ 111000                         | 15/24                               | 12 ПУ K-15 Sagarika                                                                                |